# Empicoris nudus
Empicoris nudus är en insektsart som beskrevs av Mcatee och Malloch 1925. Empicoris nudus ingår i släktet Empicoris och familjen rovskinnbaggar. Inga underarter finns listade i Catalogue of Life.